# Dunragit
Dunragit è un villaggio sulla A75, tra Stranraer e Glenluce, nel Dumfries e Galloway (prima Wigtownshire), nella Scozia sud-occidentale. Si è sviluppato intorno alla porta occidentale della Dunragit House, una country house di XVIII secolo. Si sviluppò in maniera considerevole negli anni cinquanta del XX secolo.
Nel villaggio c'erano forse un cimitero romano e due castelli del tipo normanno motte-and-bailey. Nel 1992 la fotografia aerea ha portato alla scoperta di un cursus databile tra il Neolitico e l'Età del bronzo.
Il nome Dunragit deriverebbe da Din Rheged (cioè Fortezza del Rheged), e ciò indicherebbe che il regno britannico del Rheged avrebbe raggiunto anche quest'area della Scozia. Secondo alcuni studiosi, Dungarit potrebbe essere stato una delle residenze reali dei sovrani del Rheged. Per alcuni potrebbe trattarsi della corte reale di Penryn Rioned, ricordata dalle Triadi gallesi.
Nel 1979 a Dungarit venne creato il giardino pubblico di Glenwhan.